# Сірхан Сірхан
Сірхан Бішара Сірхан ([sɪərˈhɑːn]; араб. سرحان بشارة سرحان; нар. 19 березня 1944) — палестино-йорданський злочинець, який 5 червня 1968 року вбив сенатора Роберта Кеннеді, молодшого брата американського президента Джона Фіцджеральда Кеннеді та кандидата від Демократичної партії на президентських виборах США 1968 року. Кеннеді помер наступного дня в лікарні в Лос-Анджелесі. Обставини вбивства призвели до появи численних теорій змови.
1989 року Сірхан сказав британському журналісту Девіду Фросту: «Моїм єдиним зв'язком із Робертом Кеннеді була його підтримка Ізраїлю та спроба відправити 50 винищувачів до Ізраїлю, щоб, очевидно, завдати шкоди палестинцям». Деякі науковці вважають, що це вбивство стало першим великим випадком насильства проти політика в США, якому посприяв ізраїльсько-палестинський конфлікт (Сірхан здійснив напад у першу річницю арабо-ізраїльської війни 1967 року), хоча подія відбулась, коли американська громадськість була переважно зосереджена на війні у В'єтнамі.
17 квітня 1969 року Сірхана визнали винним у вбивстві першого ступеня, серед інших звинувачень, і згодом засудили до смертної кари в газовій камері. 1972 року вирок змінили на довічне ув'язнення після справи Фурман проти Джорджії. Строк відбуває у виправній колонії Річарда Дж. Донована поблизу Сан-Дієго. 27 серпня 2021 року, після 15 відмов в умовно-достроковому звільненні місцевою радою, отримав дозвіл на умовно-дострокове звільнення комісією з двох осіб. Прокурори відмовилися брати участь або виступати проти його звільнення відповідно до переконання окружного прокурора округу Лос-Анджелес Джорджа Гаскона, що роль прокурорів закінчується винесенням вироку, і вони не повинні впливати на рішення щодо звільнення в'язнів. 13 січня 2022 року губернатор Каліфорнії Ґевін Ньюсом заблокував умовно-дострокове звільнення Сірхана. 1 березня 2023 року йому знову відмовили в умовно-достроковому звільненні.

## Ранні роки
Народився в арабо-палестинській християнській сім'ї в Підмандатній Палестині, в Єрусалимському районі Мусрара, і став громадянином Йорданії після анексії Західного берега Йорданом. За словами його матері Мері, Сірхан в дитинстві отримав психологічні травми від насильства, яке він бачив під час арабо-ізраїльського конфлікту, зокрема загибель його старшого брата, якого збила військова машина, яка маневрувала, ухиляючись від обстрілу.
У 12 років, його сім'я емігрувала до США, недовго мешкаючи у Нью-Йорку, а потім переїхала до Каліфорнії. Середню освіту здобув у Пасадені. Після переїзду до Каліфорнії батько Сірхана, Бішара, сам повернувся на Близький Схід. У 20 років зі зростом 165 см і вагою 54 кг Сірхан переїхав до Корони, де навчався на жокея, одночасно працюючи в стайні, але втратив роботу та кинув навчання після травми голови, яку отримав на перегонах.
Сірхан так і не став громадянином США, зберігаючи громадянство Йорданії.
У дорослому віці кілька разів змінював релігійні вподобання, приєднуючись до церков баптистів й адвентистів сьомого дня. 1966 року приєднався до езотеричної організації Античний містичний орден Рози і Хреста, що належить до розенкройцерів.

## Вбивство Роберта Кеннеді

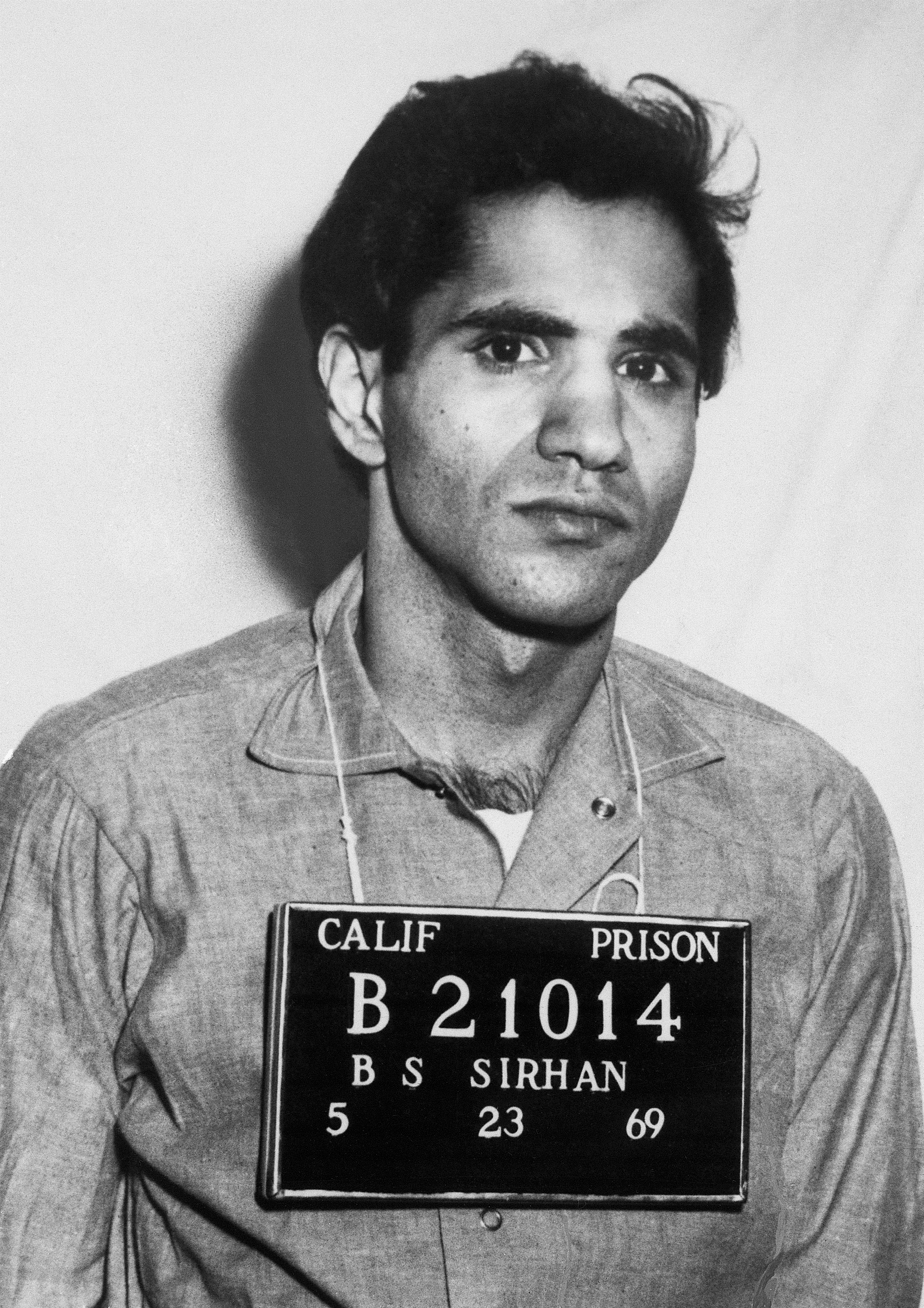
Фото Сірхана, 1969 рік

5 червня 1968 року близько 12:15 за північноамериканським тихоокеанським часом Сірхан здійснив кілька пострілів з револьвера .22 LR Iver-Johnson Cadet у сенатора США Роберта Кеннеді та натовп, який оточував його в готелі «Амбасадор» у Лос-Анджелесі, незабаром після того, як Кеннеді закінчив виступати перед прихильниками в головній бенкетній залі готелю. Письменники Джордж Плімптон, Джиммі Бреслін і Піт Гемілл, колишній професійний футболіст Роузі Грієр і золотий медаліст Олімпійських ігор 1960 року Рейфер Джонсон були серед кількох чоловіків, які приборкали та обеззброїли Сірхана.
Кеннеді отримав три поранення: одне у голову і два — у спину, а четверта куля пройшла через куртку. Він помер майже через 26 годин у лікарні у Лос-Анджелесі. Ще п'ятеро, присутніх на заході, отримали поранення, які згодом одужали: Пол Шраде, офіційний представник профспілки Об'єднаної профспілки автобудівників, Вільям Вайзел, керівник підрозділу ABC TV, Айра Голдштейн, репортер Continental News Service, Елізабет Еванс, подруга П'єра Селінджера, одного з помічників кампанії Кеннеді й Ірвін Стролл, підліток-волонтер Кеннеді.

### Теорії змови
В інтерв'ю 2018 року «Вашингтон пост» Роберт Френсіс Кеннеді-молодший сказав, що їздив до Каліфорнії та зустрівся з Сірханом у в'язниці. Після відносно тривалої розмови (подробиці якої він не розголошує) зрозумів, що Сірхан не вбивав батька і до цього причетний другий стрілець.

## Звинувачення
Попри визнання вини у записаному зізнанні під вартою в поліції 9 червня судовий процес у справі «Народ штату Каліфорнія проти Сірхана Сірхана» був тривалим. Суддя не прийняв зізнання Сірхана та відмовив у його проханні відкликати заяву про «невинуватість», щоб визнати себе «винним».
10 лютого 1969 року адвокати Сірхана подали клопотання про визнання вини у вбивстві першого ступеня в обмін на довічне ув'язнення замість смертної кари. Сірхан сказав судді Герберту Вокеру, що хоче відкликати визнання себе невинним, щоб визнати себе винним за всіма пунктами звинувачення. Він також попросив свого захисника «повністю відмежуватися від цієї справи». На запитання судді, що він хоче зробити щодо винесення вироку, Сірхан відповів: «Я попрошу, щоб мене стратили». Вокер відхилив клопотання зі словами: «Цей суд не прийме прохання». Також відхилив прохання Сірхана про відкликання свого адвоката; адвокат подав ще одне клопотання про вихід зі справи за власним бажанням, але Вокер також це заперечив. Пізніше Вокер наказав засекретити протокол про це клопотання.
Суд тривав, і 12 лютого почалися вступні слова. Провідним обвинувачем у справі був Лінн Комптон, ветеран Другої світової війни, який пізніше став суддею Апеляційного суду Каліфорнії. Девід Фіттс виступив зі вступним словом обвинувачення, навівши приклади підготовки Сірхана до вбивства Кеннеді. Обвинувачення показало, що Сірхана бачили в готелі «Амбасадор» 3 червня, за дві ночі до нападу, він розвідував план будівлі, і він відвідав стрілецький тир 4 червня. Елвін Кларк, збирач сміття, засвідчив, що Сірхан сказав йому за місяць до нападу про свій намір застрелити Кеннеді.
Серед захисників Сірхана був адвокат Грант Купер, який сподівався продемонструвати, що вбивство було імпульсивним вчинком людини з розумовою відсталістю. Але Вокер визнав як докази сторінки з трьох щоденникових зошитів Сірхана, які свідчать про те, що злочин був навмисним і «доволі прорахованим й умисним». 3 березня Купер під час прямих свідчень запитав Сірхана, чи він стріляв у Кеннеді, той відповів: «Так, сер», але додав, що не тримав на Кеннеді зла. Сірхан засвідчив, що убив Кеннеді «з двадцятирічним злим наміром». В інтерв'ю 1989 року Девіду Фросту пояснив, що це стосується часу з моменту створення Держави Ізраїль. Відтоді стверджував, що не пам'ятає ні про злочин, ні про те, що зробив цю заяву в суді.
Захист ґрунтував справу переважно на експертних свідченнях Бернарда Даймонда, професора права та психіатрії, який засвідчив, що Сірхан страждав від обмеженої дієздатності у момент вбивства.
17 квітня 1969 року Сірхана визнали винним і через шість днів засудили до страти в газовій камері. Через три роки його вирок замінили на довічне ув'язнення через рішення Верховного суду Каліфорнії у справі «Народ проти Андерсона», який постановив, що смертна кара є порушенням Конституції штату Каліфорнія, яка забороняє жорстоке або незвичне покарання. Рішення, прийняте у лютому 1972 року, мало зворотну силу, скасувавши всі чинні смертні вироки в Каліфорнії.

### Апеляції
Пізніше адвокат Сірхана Лоуренс Тітер стверджував, що Грант Купер мав конфлікт інтересів і, як наслідок, проявив грубу недбалість у захисті клієнта. Захист звернувся до нового судового розгляду на тлі звинувачень у підтасуванні, поліційних помилках, гіпнотизації, промиванні мізків, шантажі й урядових змовах. 5 червня 2003 року, у 35-ту річницю вбивства Кеннеді, Тітер звернувся до федерального суду в Лос-Анджелесі з проханням перенести справу до Фресно. Він стверджував, що Сірхан не міг отримати справедливе судове слухання в Лос-Анджелесі, де людина, яка допомагала переслідувати його, тоді була федеральним суддею: окружний суддя США Вільям Метью Бірн-молодший у Лос-Анджелесі був помічником американського прокурора під час судового процесу над Сіраном і входив до складу прокурорського колективу.
З 1994 року Тітер намагався домогтися від судів штату та федеральних судів скасування вироку, стверджуючи, що його клієнт був загіпнотизований і підставлений, можливо, через урядову змову. Під час одного слухання Тітер покликався на свідчення з оригінальних протоколів судових засідань свідка обвинувачів, письменника Джорджа Плімптона, який сказав, що Сірхан виглядав «надзвичайно спокійним. Він здавався… очищеним». Ця заява збігалася з аргументом захисту про те, що Сірхан застрелив Кеннеді, перебуваючи в стані гіпнотичного трансу. Клопотання відхилили. 2005 року Тітер помер, і Сірхан відмовився від іншого адвоката, який би замінив його.
26 листопада 2011 року захист подав до суду документи для нового судового розгляду, заявивши, що «експертний аналіз нещодавно виявлених доказів показав, що під час вбивства стріляли з двох пістолетів і що револьвер Сірхана не був тим пістолетом, з якого стріляли в Кеннеді» і його «мають звільнити з в'язниці або призначити новий судовий процес на підставі „вагомих доказів“, що підтверджують його невинність і „жахливі порушення“ його прав».
5 січня 2015 року окружний суддя США Беверлі Рейд О'Коннелл у Лос-Анджелесі відхилила клопотання і заявила, що Сірхан «не виконав вимоги для доказу невинуватості», що могло б виправдати його те, що він не зміг добитися звільнення раніше в федеральному суді. «Хоча позивач висуває кілька теорій щодо подій 5 червня 1968 року, позивач не заперечує, що він зробив вісім пострілів у кухонній коморі готелю „Амбасадор“», — написала О'Коннелл.

### Мотиви
Мотивом для дій Сірхана був близькосхідний конфлікт. Після арешту Сірхан сказав: «Я можу це пояснити. Я зробив це для своєї країни». Він вважав, що його свідомо зрадила підтримкою Кеннеді Ізраїлю під час Шестиденної війни у червні 1967 року, яка почалася рівно за рік до дати вбивства. Після арешту в квартирі Сірхана знайшли зошит з записами, які демонстрували, що його гнів поступово зосередився на Кеннеді, який пообіцяв відправити 50 винищувачів до Ізраїлю у випадку обрання президентом. Запис у щоденнику Сірхана від 18 травня 1968 року свідчив: «Моя рішучість усунути РФК стає все більш непохитною одержимістю… Кеннеді має померти до 5 червня». Знайшли й інші зошити та щоденникові записи, в яких виражалася його наростальна лють до Кеннеді. Його щоденники також містили багато афоризмів, які схожі на фрірайтинг. Висловлювався на підтримку комунізму: «Хай живе комунізм… Я твердо підтримую комуністичну справу та її людей… Американський капіталізм впаде і поступиться місцем диктатурі робітників».
Наступного дня, 6 червня, стаття на першій шпальті «Лос-Анджелес таймс» витлумачила напад на Кеннеді як акт антисемітизму, а не політичний протест. У статті говорилося: «Коли йорданський націоналіст Сірхан Бішара Сірхан, як стверджується, застрелив Кеннеді через підтримку сенатором США Ізраїлю, злочин, у якому його звинуватили, був, по суті, ще одним проявом багатовікової ненависті між арабами і євреями».
М. Т. Мехді, тодішній генеральний секретар Комітету дій з американо-арабських відносин, вважав, що Сірхан діяв у рамках виправданої самооборони, заявивши: «Сірхан захищався від тих 50 літаків „Фантом“, які Кеннеді відправив до Ізраїлю». Мехді написав 100-сторінкову книгу «Кеннеді та Сірхан: Чому?».
В інтерв'ю 1980 року Сірхан сказав, що був п'яний у ніч нападу, яка також була річницею арабо-ізраїльської війни 1967 року: «Ви повинні пам'ятати обставини тієї ночі, 5 червня. Тоді мене спровокували. Саме тоді я спочатку пішов спостерігати за парадом єврейських сіоністів на честь перемоги над арабами 5 червня 1967 року. Це стало каталізатором для мене в тієї ночі… Крім того, вживався алкоголь, і я хочу, щоб громадськість це зрозуміла».

## Ув'язнення
1971 року Сірхана помістили в адаптаційний центр Сан-квентінської в'язниці. Згодом його перевели до виправної установи у Соледаді, штат Каліфорнія, де він перебував до 1992 року. У 1992—2009 роках відбував покарання у в'язниці штату Каліфорнія у Коркорані, штат Каліфорнія, і жив у захисному корпусі, доки його 2003 року не перевели до більш суворого ізолятора. У жовтні 2009 року, нібито задля його безпеки, його перевели до в'язниці штату Плезант-Веллі в Коулінгу, штат Каліфорнія, де його помістили в камеру окремо. Згодом його повернули до Коркорана.
22 листопада 2013 року перевели з Коркорана до виправної колонії Річарда Дж. Донована в окрузі Сан-Дієго. Подія відбулася у 50-ту річницю вбивства Джона Кеннеді. Але речник Каліфорнійського департаменту виправних установ і реабілітації сказав, що передача була «звичайною справою», а час був «просто збігом обставин».
30 серпня 2019 року Сірхан отримав кілька ножових поранень від іншого в'язня. Його доправили до лікарні, його стан оцінили як стабільний. Він повернувся до в'язниці через два дні, після виписки з лікарні.
1980 році в інтерв'ю М. Т. Мехеді Сірхан стверджував, що вчинив дії під дією алкоголю та гніву, і скаржився, що комісія з умовно-дострокового звільнення не врахувала ці «пом'якшувальні» обставини, коли відмовляла в умовно-достроковому звільненні.

### Прихильники
1974 року Білл Еєрс і Бернардин Дорн присвятили свій комуністичний маніфест «Вогонь прерій: Політика революційного антиімперіалізму» Сірхану (разом з 200 іншими), прославляючи його як мужнього політичного в'язня. У лютому 1973 року звільнення Сірхана було однією з вимог організації «Чорний вересень», яка захопила американців у заручники у посольстві Саудівської Аравії в Хартумі.

### Слухання про умовно-дострокове звільнення
1982 року сказав комісії з умовно-дострокового звільнення: «Я щиро вірю, що якби Роберт Кеннеді був живий, він би не схвалив виокремлення мене. Я думаю, він був би серед перших, хто сказав би, який би не був жахливий вчинок 14-річної давнини це не повинно бути причиною для відмови мені в рівному ставленні за законами цієї країни».
2011 року 14-й раз отримав відмову в умовно-достроковому звільненні. 2016 року йому знову відмовили в умовно-достроковому звільненні. Одна з жертв стрілянини тієї ночі, Пол Шрейд, якому на момент слухання було 91 рік, свідчив на підтримку своєї думки, що він переконаний, що Кеннеді вбив інший стрілець і Сірхан лише відвертав увагу від справжнього стрільця. Сірхан повторив свою заяву про те, що не пам'ятає стрілянину: «Тепер все це розпливчасто. Я впевнений, що ви це все занотували. Я не можу ні спростувати, ні підтвердити нічого. Мені б хотілося, щоб цього ніколи не сталося». Йому відмовили в умовно-достроковому звільненні, оскільки він не висловив достатнього каяття у скоєному злочині чи його тяжкості.
27 серпня 2021 року комісія з умовно-дострокового звільнення у складі з двох осіб проголосувала за надання Сірхану умовно-дострокового звільнення покликаючись, що він більше не становить загрози для суспільства. Він відбув у в'язниці 53 роки. Двоє синів Кеннеді, Роберт Френсіс Кеннеді-молодший і Дуглас Кеннеді, підтримали умовно-дострокове звільнення. Уповноважений комісії з умовно-дострокового звільнення Роберт Бартон навіть сказав Сірану: «Ми вважаємо, що ти виріс». Рішення підлягало 90-денному перегляду Каліфорнійською радою з питань умовно-дострокового звільнення, після чого губернатор Каліфорнії мав 30 днів, щоб прийняти, скасувати або змінити рішення.
Шестеро інших дітей Роберта Ф. Кеннеді — Джозеф П. Кеннеді II, Кортні Кеннеді, Керрі Кеннеді, Крістофер Кеннеді, Максвелл Кеннеді та Рорі Кеннеді — виступили проти умовно-дострокового звільнення Сірхана та закликали комісію з умовно-дострокового звільнення і губернатора Ґевіна Ньюсома скасувати рекомендацію. Вони подали заяву до комісії з умовно-дострокового звільнення 27 серпня 2021 року, виступаючи проти звільнення Сірхана. Рорі Кеннеді написав есе в «Нью-Йорк таймс» в якому висловилась, що Сірхан не заслуговує на умовно-дострокове звільнення, покликаючись на відсутність докорів сумління та небажання брати на себе відповідальність.
Ані окружний прокурор округу Лос-Анджелес Джордж Гаскон, ані будь-хто з офісних працівників не з'явився на слухання щодо умовно-дострокового звільнення і не висловив жодної позиції щодо умовно-дострокового звільнення Сірхана. Це стало зміною у попередній практиці обвинувачення, яке виступало проти умовно-дострокового звільнення на всіх попередніх слуханнях. Після вступу на посаду Гаскон видав директиву про те, що «політика офісу за замовчуванням» полягала в тому, щоб не відвідувати слухання щодо умовно-дострокового звільнення або займати позицію щодо умовно-дострокового звільнення. Умовно-достроковому звільненню Сірхана сприяв нещодавно ухвалений каліфорнійський закон відповідно до якого комісія з умовно-дострокового звільнення має враховувати такі фактори, як вік, здоров'я та травми в дитинстві, як пом'якшувальні.
13 січня 2022 року губернатор Каліфорнії Ґевін Ньюсом відхилив прохання про умовно-дострокове звільнення. Він написав у «Лос-Анджелес таймс» що, попри те, що державна комісія з умовно-дострокового звільнення рекомендувала Сірхана до умовно-дострокового звільнення, серйозність злочину та «відмова Сірхана взяти на себе відповідальність за це» змусили його відмовити в проханні.
1 березня 2023 року йому 17 раз відмовили в умовно-достроковому звільненні. Сірхан відмовився від права оскаржувати депортацію, якщо його умовно звільнять.